# Mistrzostwa Europy w Lekkoatletyce 1954 – skok w dal mężczyzn
Skok w dal mężczyzn był jedną z konkurencji rozgrywanych podczas V Mistrzostw Europy w Bernie. Kwalifikacje zostały rozegrane 27 sierpnia, a finał 28 sierpnia 1954. Zwycięzcą został Węgier Ödön Földessy. W rywalizacji wzięło udział dwudziestu pięciu zawodników z siedemnastu reprezentacji.

## Rekordy
| Rekord świata     | Jesse Owens (USA)     | 8,13 | Ann Arbor, Stany Zjednoczone | 25.05.1935 |
| Rekord Europy     | Luz Long (GER)        | 7,90 | Berlin, Niemcy               | 01.08.1937 |
| Rekord mistrzostw | Wilhelm Leichum (GER) | 7,65 | Paryż, Francja               | 03.09.1938 |

## Wyniki

### Kwalifikacje
| Miejsce | Zawodnik            | Wynik | Uwagi |
| ------- | ------------------- | ----- | ----- |
| 1       | Ödön Földessy       | 7,39  | Q     |
| 2       | Václav Martinek     | 7,36  | Q     |
| 3       | Attilio Bravi       | 7,30  | Q     |
| 4       | Heinz Oberbeck      | 7,27  | Q     |
| 5       | Ernest Wanko        | 7,25  | Q     |
| 6       | Vilhelm Porrassalmi | 7,21  | Q     |
| 7       | Jaroslav Fikejz     | 7,20  | Q     |
| 8       | Zbigniew Iwański    | 7,18  | Q     |
| 9       | Janusz Ratajczak    | 7,17  | Q     |
| 10      | Leonid Grigoriew    | 7,15  | Q     |
| 11      | Günther Jobst       | 7,11  | Q     |
| 12      | Roar Berthelsen     | 7,11  | Q     |
| 13      | Wiktor Leskiewicz   | 7,07  |       |
| 14      | Jorma Valkama       | 7,04  |       |
| 15      | Rade Radovanović    | 7,02  |       |
| 16      | Ioan Sorin          | 6,93  |       |
| 17      | Roy Cruttenden      | 6,89  |       |
| 18      | Manuel González     | 6,83  |       |
| 19      | Hanspeter Bichsel   | 6,82  |       |
| 20      | Hans Muchitsch      | 6,73  |       |
| 21      | Fritz Pingl         | 6,71  |       |
| 22      | Jules Maser         | 6,70  |       |
| 23      | Tony Mooy           | 6,66  |       |
| 24      | Erich Ladwein       | 6,56  |       |
| –       | Ion Wiesenmayer     | NM    |       |

### Finał
| Miejsce | Zawodnik            | Wynik |
| ------- | ------------------- | ----- |
| 1       | Ödön Földessy       | 7,51  |
| 2       | Zbigniew Iwański    | 7,46  |
| 3       | Ernest Wanko        | 7,41  |
| 4       | Günther Jobst       | 7,38  |
| 5       | Vilhelm Porrassalmi | 7,36  |
| 6       | Václav Martinek     | 7,32  |
| 7       | Attilio Bravi       | 7,25  |
| 8       | Janusz Ratajczak    | 7,23  |
| 9       | Heinz Oberbeck      | 7,20  |
| 10      | Jaroslav Fikejz     | 7,18  |
| 11      | Roar Berthelsen     | 7,16  |
| 12      | Leonid Grigoriew    | 7,09  |